# 福岡県立太宰府高等学校
福岡県立太宰府高等学校（ふくおかけんりつ だざいふこうとうがっこう）は、福岡県太宰府市高雄三丁目に位置する公立高等学校。全日制の課程に、普通科と芸術科を設置している。
「宰高」（さいこう）とも呼ばれており、校歌にも含まれている。

## 教育組織
全日制
- 普通科
  - 普通コース

普通科は2年生で大学進学クラス、専門学校クラス、就職クラスに分かれる。大学進学クラスはさらに「文系クラス」と「理系クラス」に分けられる。
- 芸術科
  - 美術専攻
  - 書道専攻

## 教育方針

### 進取 信愛 至誠
校是
世の役に立つ人たれ

## 偏差値
- 普通科：44
- 芸術科：51

（2025年度）

## 歴史
- 1985年11月1日：創立
- 1986年4月5日：開校式・第1回入校式が行われる。
- 1987年3月6日：校歌制定
- 1990年2月9日：食堂完成
- 1995年4月1日：芸術科新設
- 2023年4月：宰高(さいこう)体操廃止
- 2024年4月〜：体育祭と飛梅祭(文化祭)の開催時期を入れ替え、6月に体育祭、10月に飛梅祭を行う。[2]

## 校歌
https://dhs-saikai.com/?page_id=992

## 本校の時制
|           | 50分時制    | 45分時制    |
| --------- | ----------- | ----------- |
| 朝礼(SHR) | 8:50~9:00   | 8:50~9:00   |
| 1限       | 9:05~9:55   | 9:05~9:50   |
| 2限       | 10:05~10:55 | 10:00~10:45 |
| 3限       | 11:05~11:55 | 10:55~11:40 |
| 4限       | 12:05~12:55 | 11:50~12:35 |
| 昼休み    | 12:55~13:40 | 12:35~13:20 |
| 5限       | 13:40~14:30 | 13:20~14:05 |
| 6限       | 14:40~15:30 | 14:15~15:00 |
| 掃除      | 15:30~15:45 | 15:00~15:15 |

完全下校時刻は、冬季19:00、それ以外は19:30となる。

## 学校行事
- 4月：始業式、入学式、遠足
- 6月：体育祭、期末考査
- 7月：クラスマッチ
- 10月：飛梅祭
- 10月：中間考査
- 11月：期末考査
- 1月：修学旅行
- 2月：学年末考査
- 3月：卒業式、修了式、クラスマッチ

## 進路
4〜5割が大学、3割が専門学校、1割が就職、短大となっている。また、大学進学者の大半は指定校推薦や総合型選抜での進学が多く、一般入試の割合は低い。
一般入試への対策として、進研模試が年に数回行われる(任意)。なお、共通テスト模試は高3生のみ受験可能である。
また9月頃から、高3生を対象に面接指導が行われる。

## 部活動
運動部
- 陸上競技
- 剣道
- ハンドボール
- 野球
- サッカー
- 男/女バレーボール
- 男/女バスケットボール
- ソフトボール
- テニス
- 射撃
- 弓道
- バドミントン
- ボクシング
- 総合

文化部
- 吹奏楽
- 美術
- 書道
- 英語研究
- 放送
- 食物
- 茶道
- 文芸

出典:

## 通学区域
普通科普通コースは福岡県第五学区内であり以下の地域を通学区域とする。
- 太宰府市
- 春日市
- 大野城市
- 筑紫野市
- 那珂川市
- 福岡市のうち以下の地域
  - 中央区のうち平尾・春吉・高宮中学校の校区
  - 博多区のうち席田・東光・住吉・東住吉・三筑・那珂・板付の各中学校の校区
  - 南区（ただし、長丘中学校の校区に関しては、長丘2丁目1番～12番・15番～21番・平和4丁目のみ）

芸術科は福岡県内全域を通学区域とする。

## 通学手段
- 鉄道：西鉄天神大牟田線、鹿児島本線、西鉄太宰府線
- バス：西鉄バス

## 交通アクセス
- 西鉄二日市駅（東口）・西鉄五条駅から西鉄バス太宰府高校入口行き（星ヶ丘線）に乗車、太宰府高校入口バス停又は太宰府高校バス停で下車。
- 博多バスターミナルから甘木営業所行き(400番)西鉄バスに乗車、高雄一丁目バス停で下車
- JR二日市駅・西鉄紫駅から原営業所前行きか太宰府行き(1-1番、1-2番）に乗車、鬼の面で下車

午前中は西鉄二日市駅東口から太宰府高校までの直行バスがある。(日祝除く）

## 著名な卒業生
- 小箱とたん（漫画家）（芸術科九期生）
- 尾中琴美（女優）
- スチール哲平（俳優)
- honey（タレント）